# Samantha Schmütz
Samantha Schmütz (Niterói, 28 gennaio 1979) è un'attrice, umorista e imitatrice brasiliana di cinema, teatro e televisione.

## Biografia
Nata a Niterói il 28 gennaio 1979, ha iniziato la sua carriera in teatro, nel 2004, con la commedia O Surto, rimasta in scena circa un anno e mezzo. Successivamente è stata invitata al Programa do Faustão, dove si esibiva in esilaranti imitazioni di personaggi famosi brasiliani. Il 24 novembre 2008, Samantha è stata scelta come madrina della scuola di samba niteroense Acadêmicos do Cubango per il carnevale 2009.

## Vita privata
Dal 2014 è sposata col franco-americano Michael Cannet. L'attrice è di religione ebraica.

## Filmografia parziale

### Televisione
- A Diarista (Partecipazione speciale) (2005)
- Cobras & Lagartos (2006)
- Pé na Jaca (2006-2007)
- Zorra Total (2007)
- Zorra Total (2008)
- Zorra Total (2009)
- Zorra Total (2010)

### Cinema
- Xuxa em O Mistério de Feiurinha (2009)
- Due canaglie (Os Salafrários) regia di Pedro Antônio Paes (2021)

## Teatro
- Não Fuja da Raia
- 2004 - Surto
- 2009 - Acepipes - Direttore: Charles Paraventi
- 2009-2010 Curtas[3]